# Nauru Airlines

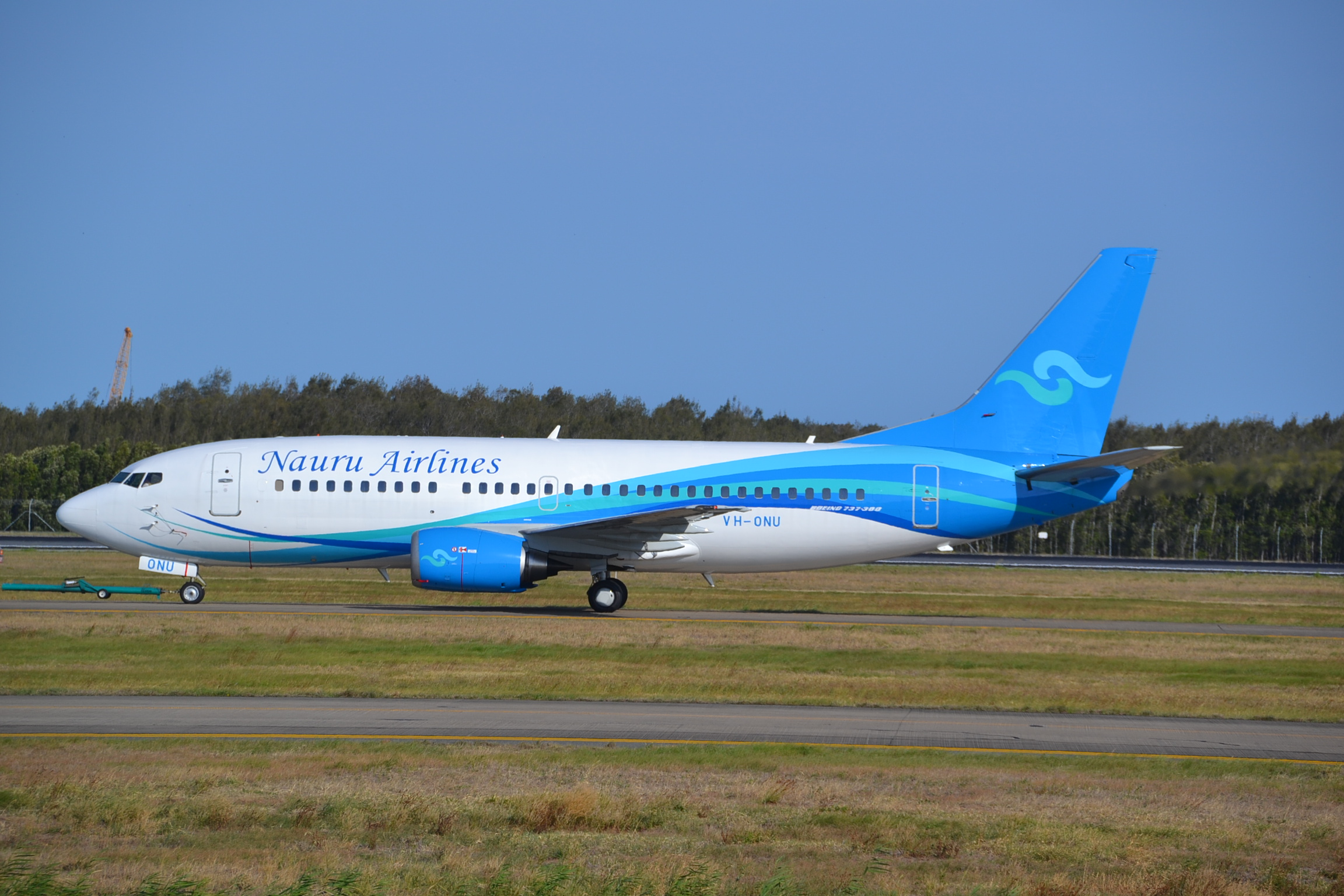
Boeing 737 в аэропорту Брисбена

Nauru Airlines (ранее — Air Nauru) — национальная авиакомпания тихоокеанского островного государства Науру. Базируется в аэропорту Науру.
Несмотря на то, что авиакомпания из Науру, Nauru Airlines руководствуется правилами гражданской авиации Австралии и имеет австралийский сертификат эксплуатанта.

## История
Авиакомпания Air Nauru была основана 1969 году, но начала операции только в феврале 1970 года.
В 2003 году Air Nauru фактически находилась на грани банкротства, так как у неё не было средств на выплату арендной платы за свой единственный самолет Boeing 737-400. 
18 декабря 2005 самолёт всё-таки был арестован решением Верховного суда Австралии. После этого остановилось авиационное сообщение Науру и Кирибати с внешним миром, так как Air Nauru — единственный перевозчик, соединяющий эти две страны с внешним миром. Однако правительство Тайваня выделило средства для покупки нового самолёта для Air Nauru.
В октябре 2006 году авиакомпания сменила название на Our Airline.
1 августа 2014 года была переименована в Nauru Airlines. В то же время авиакомпания планировала получить грузовой самолёт Boeing 737-300F.
В сентябре 2019 года часть руководства компании была уволена правительством Науру.
В декабре 2019 года Тайвань и Науру подписали соглашение о сотрудничестве в области воздушного транспорта - авиакомпания Nauru Airlines запланировала открыть прямой рейс в Тайбэй.
В середине марта 2020 года из-за эпидемии коронавируса авиакомпания приостановила полёты на Фиджи, Кирибати и Маршалловы острова. А в июне 2020 года Nauru Airlines получила от правительства субсидию для выплаты зарплат сотрудникам.

## Флот
На декабрь 2023 года флот авиакомпании состоял из 4 самолётов Boeing 737 и одного Boeing 737-300F.

## Галерея

Boeing 737-200 в ливрее Air Nauru в 1978 году
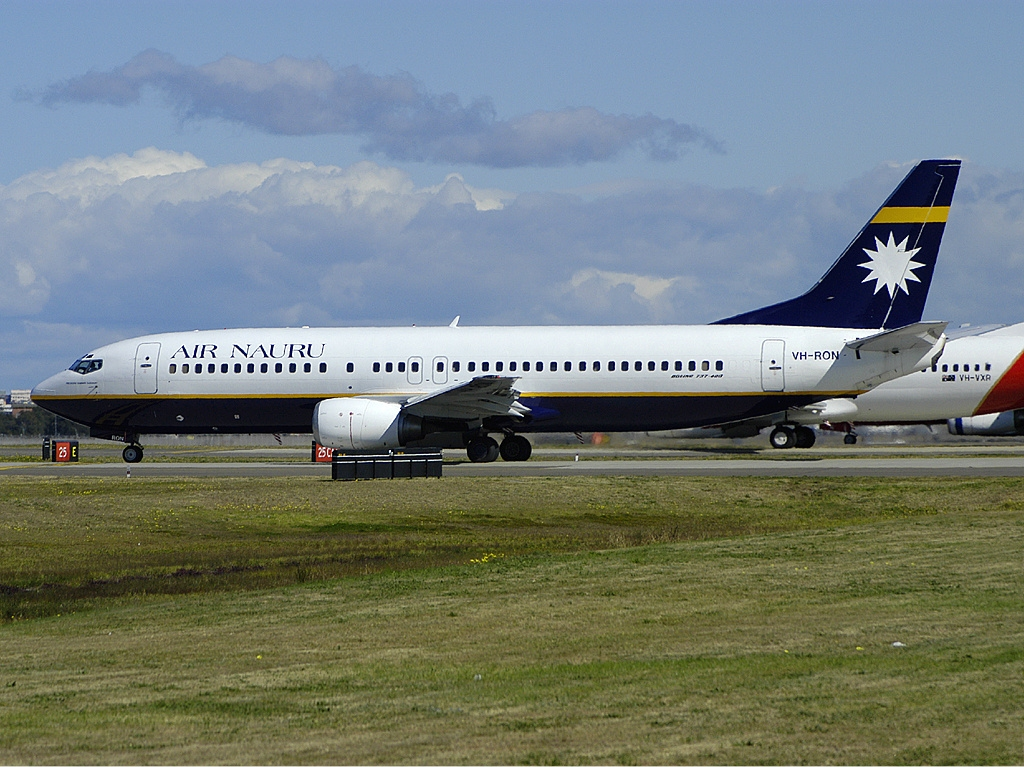
Boeing 737-400 в ливрее Air Nauru в аэропорту Сиднея в 2003 году
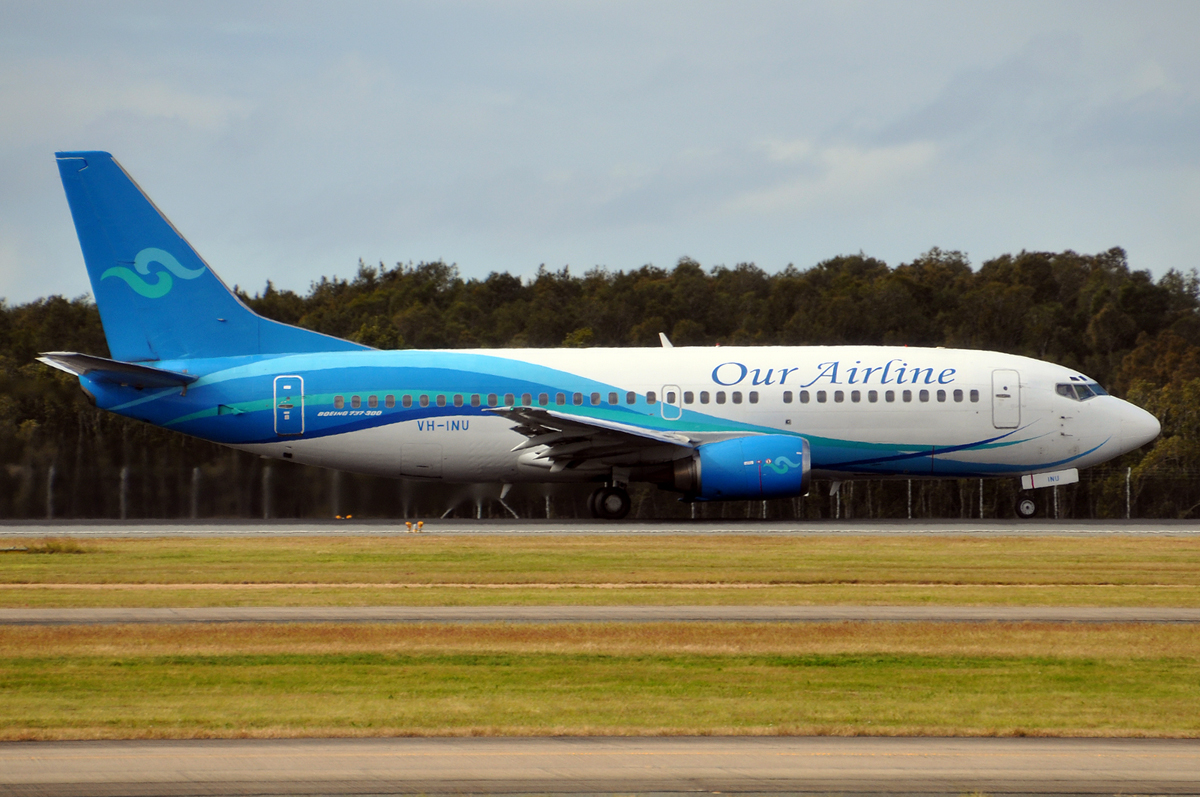
Boeing 737-300  ливрее Our Airline  в 2011 году
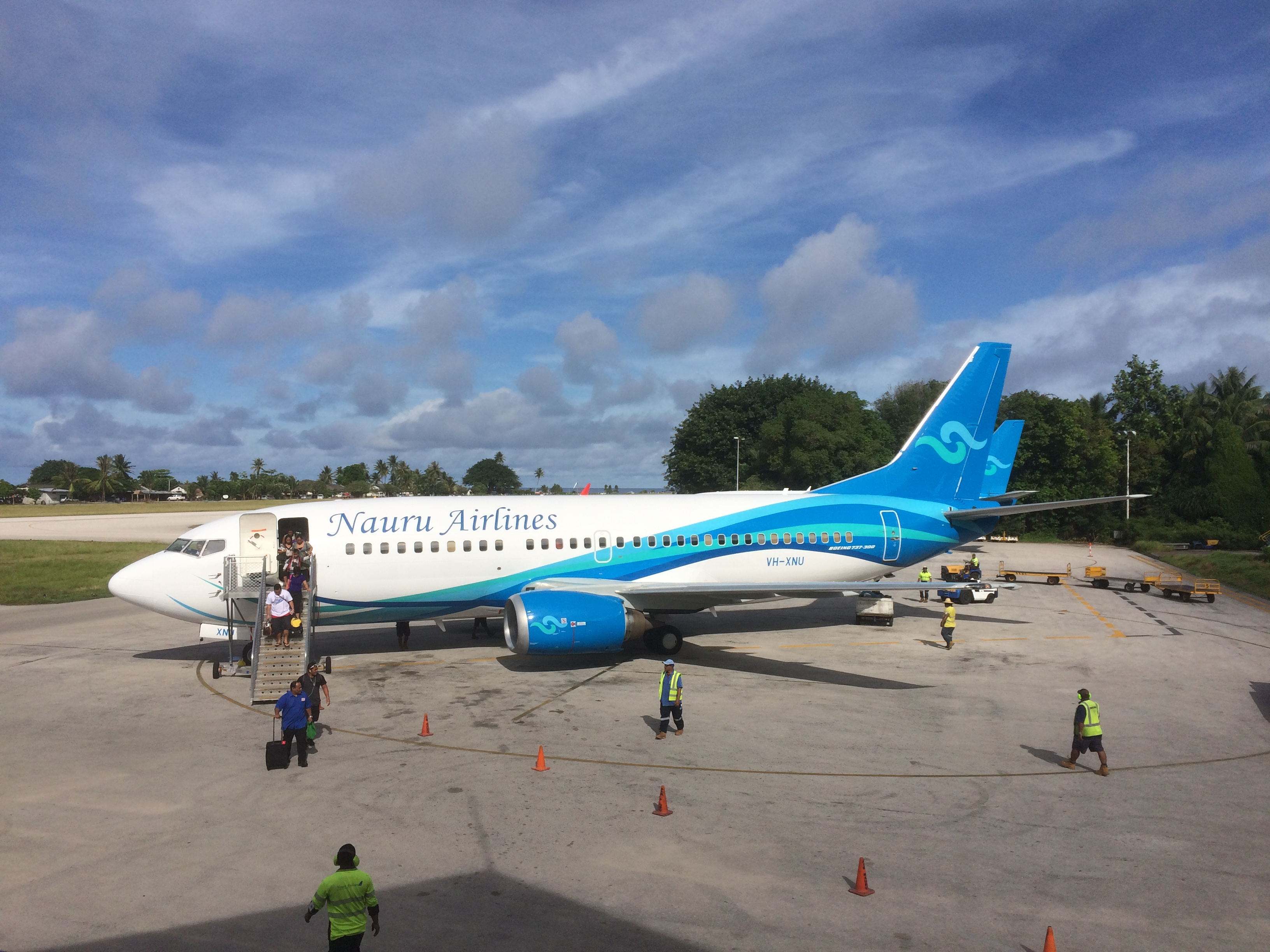
Boeing 737-300 в международном аэропорту Науру